# آيت وارحو (إيسافن)
آيت وارحو هي إحدى مشيخات المملكة المغربية، تتبع جغرافيا لإقليم طاطا وإداريًا لإيسافن. يقدر عدد سكانها بـ 436 نسمة حسب الإحصاء الرسمي للسكان والسكنى لسنة 2004.